# En Vinterdag i København og Omegn
En Vinterdag i København og Omegn er en dansk dokumentarisk stumfilm fra 1917 med ukendt instruktør.

## Handling
Kælkning i Dyrehaven. FDF-orkester spiller. Børn og voksne på slæder ned, måske af Djævlebakken. Hestetrukne slæder. Væddeløb mellem hestetrukne slæder. Motorcyklist demonstrere motorcykel med meder. Isskruninger. Vinterbadning fra friluftsbadeanstalt. Der saves hul i isen. Herre svømmer rundt i det iskolde vand. Dame går forsigtigt ned i det iskolde vand, anden dame følger efter. Forsigtig gang på isen af dame. Herre-vikinger bader. Elegant skøjteløbning på Peblingesøen foran Søpavillonen.